# دیوید مویس
دیوید ویلیام مویس (انگلیسی: David William Moyes؛ زادهٔ ۲۵ آوریل ۱۹۶۳) بازیکن سابق و سرمربی کنونی فوتبال اهل اسکاتلند است. 

## دوران بازی
او در گذشته در پست دفاع به میدان ‌می‌رفت. مویس به عنوان بازیکن در تیم‌هایی چون سلتیک، کمبریج یونایتد، بریستول سیتی، شروزبری تاون، دانفرم‌لاین اتلتیک، همیلتون آکادمیکال و پرستون نورث‌اند حضور داشت. او به همراه سلتیک، در فصل ۸۲–۱۹۸۱ به مقام قهرمانی در لیگ برتر اسکاتلند دست یافت.

## دوران مربیگری
مویس حرفه‌ی مربی‌گری را از ۱۲ ژانویه ۱۹۹۸ و از تیم پرستون نورث‌اند شروع کرد و تا ۱۵ مارس ۲۰۰۲ هدایت این تیم را در دست داشت. وی از ۱۵ مارس ۲۰۰۲ تا ۱۹ مه ۲۰۱۳ سرمربی‌گری تیم فوتبال اورتون را نیز به عهده داشت. مویس اورتون را در سال ۲۰۰۵ به مقام چهارم لیگ برتر انگلستان را رساند و توانست سهمیه حضور در لیگ قهرمانان اروپا را برای این تیم کسب کند. او همچنین در سال ۲۰۰۹ این تیم را به فینال جام حذفی انگلستان رساند اما با شکست دو بر یک مقابل چلسی به مقام نایب قهرمانی این مسابقات دست یافت.
پس از رسیدن به دهمین سالگرد مربیگری مویس در اورتون، مربیانی چون الکس فرگوسن، آرسن ونگر و کنی دالگلیش برای دستاوردهای او به همراه اورتون با وجود کار با بودجه‌ای محدود به ستایش وی پرداختند. مویس سه بار (٬۲۰۰۳ ۲۰۰۵ و ۲۰۰۹) به عنوان مربی سال اتحادیه مربیان لیگ انگلستان انتخاب شد و بعد از الکس فرگوسن، در رتبهٔ دوم این جوایز قرار دارد. او در ژانویهٔ ۲۰۱۲ بعد از الکس فرگوسن، آرسن ونگر و هری ردنپ به چهارمین مربی تبدیل شد که به رکورد ۱۵۰ برد در لیگ برتر انگلستان رسیده است. وی همچنین ۱۰ بار به عنوان مربی ماه لیگ برتر انگلستان نیز انتخاب شده است و بعد از الکس فرگوسن و آرسن ونگر بیشترین رکورد را در انتخاب به عنوان مربی ماه دارد. وی از ۱ ژوئیه ۲۰۱۳ تا ۲۲ آوریل ۲۰۱۴ سرمربیگری منچستر یونایتد را نیز بر عهده داشت. مویس در ۱۰ نوامبر ۲۰۱۴ و پس از گذشت ۱۱ هفته از مسابقات لا لیگا، سرمربی تیم فوتبال رئال سوسیداد شد و در ۹ نوامبر ۲۰۱۵ از سمت سرمربیگری این باشگاه برکنار شد. او در ۲۳ ژوئیه ۲۰۱۶ به عنوان سرمربی تیم ساندرلند انتخاب شد.
بازگشت به وستهام یونایتد
در تاریخ ۲۹ دسامبر سال ۲۰۱۹، به دنبال اخراج مانوئل پیگرینی، یک روز پیش از آن مویس با قراردادی ۱۸ ماهه به عنوان سرمربی وستهام یونایتد منصوب شد. اکنون نیز این سرمربی هدایت اورتون را برعهده دارد و در جمع تافی‌های انگلیس حضور دارد.
در بیلدآپ، مویس معمولاً تیمش را با آرایش ۳-۳-۴ سازمان‌دهی می‌کند. این آرایش شامل چهار مدافع، یک هافبک دفاعی (پست ۶)، دو هافبک میانی تهاجمی‌تر (شماره ۸) و سه مهاجم می‌شود.

## جانشینی سر الکس فرگوسن
دیوید مویس در تاریخ ۹ مه ۲۰۱۳ به عنوان جانشین سر الکس فرگوسن انتخاب شد. کار وی در تیم منچستر یونایتد از ۱ ژوئیه ۲۰۱۳ آغاز شد. قرارداد او شش ساله بود. مویس در تاریخ ۱۱ اوت ۲۰۱۳ در اولین بازی رسمی به عنوان سرمربی روی نیمکت منچستر یونایتد نشست که با برد دو بر صفر منچستر یونایتد مقابل ویگان و قهرمانی این تیم در جام خیریه انگلستان ۲۰۱۳ نیز همراه بود. مویس سرانجام در تاریخ ۲۲ آوریل ۲۰۱۴ از سمت سرمربیگری تیم منچستریونایتد نیز برکنار شد. آخرین مرتبه‌ای که او به عنوان سرمربی روی نیمکت منچستریونایتد حضور داشت، در هفتهٔ سی و پنجم لیگ برتر انگلستان به میزبانی اورتون بود که منچستریونایتد در این بازی با نتیجهٔ دو بر صفر مغلوب تیم سابق این مربی نیز شد.

## افتخارات مربیگری
- پرستون نورث اند
  - لیگ دسته دوم انگلستان: ۲۰۰۰–۱۹۹۹
- منچستر یونایتد
  - جام خیریه انگلستان: ۲۰۱۳
- وستهام یونایتد
  - لیگ کنفرانس اروپا: ۲۳–۲۰۲۲

فردی
- مربی سال اتحادیه مربیان لیگ انگلستان (۳): ۰۳-٬۲۰۰۲ ۰۵-٬۲۰۰۴ ۰۹–۲۰۰۸
- مربی ماه لیگ برتر انگلستان (۱۰): نوامبر ٬۲۰۰۲ سپتامبر ٬۲۰۰۴ ژانویه ٬۲۰۰۶ فوریه ٬۲۰۰۸ فوریه ٬۲۰۰۹ ژانویه ٬۲۰۱۰ مارس ٬۲۰۱۰ اکتبر ٬۲۰۱۰ سپتامبر ٬۲۰۱۲ مارس ۲۰۱۳

## آمار مربی‌گری
آمار مربی‌گری تا ۲۱ فوریه ۲۰۲۱
| تیم             | کشور     | از تاریخ       | تا تاریخ      | نتایج | نتایج | نتایج | نتایج | نتایج    |
| تیم             | کشور     | از تاریخ       | تا تاریخ      | بازی  | برد   | مساوی | باخت  | درصد برد |
| --------------- | -------- | -------------- | ------------- | ----- | ----- | ----- | ----- | -------- |
| پرستون نورث اند | انگلستان | ۱۲ ژانویه ۱۹۹۸ | ۱۴ مارس ۲۰۰۲  | ۲۳۴   | ۱۱۳   | ۵۸    | ۶۳    | ۰۴۸      |
| اورتون          | انگلستان | ۱۴ مارس ۲۰۰۲   | ۳۰ ژوئن ۲۰۱۳  | ۵۱۸   | ۲۱۸   | ۱۳۹   | ۱۶۱   | ۰۴۲      |
| منچستر یونایتد  | انگلستان | ۱ ژوئیه ۲۰۱۳   | ۲۲ آوریل ۲۰۱۴ | ۵۱    | ۲۷    | ۹     | ۱۵    | ۰۵۳      |
| رئال سوسیداد    | اسپانیا  | ۱۰ نوامبر ۲۰۱۴ | ۹ نوامبر ۲۰۱۵ | ۴۲    | ۱۲    | ۱۵    | ۱۵    | ۰۲۹      |
| ساندرلند        | انگلستان | ۲۳ ژوئیه ۲۰۱۶  | ۲۲ مه ۲۰۱۷    | ۴۳    | ۸     | ۷     | ۲۸    | ۰۱۹      |
| وستهام یونایتد  | انگلستان | ۷ نوامبر ۲۰۱۷  | ۱۳ مه ۲۰۱۸    | ۳۱    | ۹     | ۱۰    | ۱۲    | ۰۲۹      |
| وستهام یونایتد  | انگلستان | ۲۹ دسامبر ۲۰۱۹ | اکنون         | ۵۲    | ۲۳    | ۱۱    | ۱۸    | ۰۴۴      |
| مجموع           | مجموع    | مجموع          | مجموع         | ۹۶۹   | ۴۰۹   | ۲۴۸   | ۳۱۲   | ۰۴۲      |